# 河内宏仁
河内 宏仁（かわうち ひろのり、1980年10月11日 - ）は、株式会社リアルジャパンプロジェクトファウンダー。香川県出身。
高校を中退後、国内外のファッションブランドのPRとして活動を開始。
国内外ブランドＰＲを10年間経験後、 2009年にリアルジャパンプロジェクトを設立。
日本各地に伝わる“ものづくり”や卓越した匠の技から生まれる秀逸なプロダクツを多くの人に知ってもらいたいという思いから
リアルジャパンプロジェクトをスタート。きっかけは地方の温泉地でふと見かけた工芸品とそれに関わる人との出会い。
時代との掛け合わせから、伝統工芸をいくらでも広げられるという信念がある。
リアルジャパンプロジェクトという会社名には、ホンモノのものづくりをみんなで一緒にという想いを込められている。
オンラインサイトでは、2,000以上の商品を販売。
近年海外向けオンラインストアなど20店舗を運営と北米ニューヨークとロスアンゼルスに支社を持つ。
2016年より、作り手と使い手をつなげるショールーム兼ショップを東京新宿にオープン。
職人を招いてのワークショップや座談会などを企画運営している。
現在は、岸本吉二商店（兵庫県）、AJIPROJECT（香川県）、thin（愛知県）他全国の工房・メーカーのPR、ブランディングなど約500社を手掛ける。
近年は、TBSのプレゼンバラエティ番組「マツコの知らない世界」で日本全国500人以上の職人を口説いた男として2017年に2度出演し、
日本の巧みなモノづくりを紹介し大きな反響を呼んでいる。
ほか地方講演等精力的に活動しものづくりの発展に寄与している。
出演媒体
マツコの知らない世界
ヒルナンデス など